# Agonista de morte de domínio de interação BH3

## Introdução
A via intrínseca da apoptose é estoicamente regulada para assegurar que células cometam suicídio apenas quando for apropriado. A classe central de reguladores intracelulares da via intrínseca é a família de proteínas Bcl2, as quais são conservadas de vermes a humanos ao longo da evolução; a proteína Bcl2 humana, por exemplo, pode suprimir a apoptose quando expressa em vermes Caenorhabditis elegans.
Estas proteínas de mamíferos regulam a via intrínseca da apoptose, principalmente controlando a liberação, no citosol, de citocromo c e de outras proteínas
mitocondriais intermembrana. Algumas proteínas da família Bcl2 são pro-apoptóticas e promovem a apoptose através do aumento da libertação, ao passo que outras são antiapoptóticas e inibem a apoptose através do processo inverso. As proteínas pró-
-apoptóticas e antiapoptóticas podem se ligar umas às outras em várias combinações
para formar heterodímeros, nos quais as duas proteínas inibem as funções umas das
outras. O balanço entre as atividades dessas duas classes funcionais de proteínas da família Bcl2 determina se células de mamíferos sofrerão apoptose ou não.
As proteínas pró-apoptóticas da família Bcl2 consistem em duas subfamílias – as proteínas efetoras da família Bcl2 e as proteínas BH3. As proteínas efetoras principais são Bax e Bak, que são estruturalmente semelhantes a Bcl2 sem o domínio BH4. As proteínas BH3–apenas compartilham homologia de sequência com Bcl2 somente no domínio BH3.
Em algumas células, a via apoptótica extrínseca recruta a via intrínseca para amplificar a cascata de caspase para matar a célula. A proteína BH3-apenas Bid é a conexão entre as duas vias. Bid está normalmente inativa. Contudo, quando receptores de morte ativam a via extrínseca em algumas células, a caspase iniciadora, caspase-8, cliva Bid, produzindo uma forma ativa de Bid que se transloca para a membrana externa mitocondrial e inibe proteínas antiapoptóticas da família Bcl2, amplificando assim o sinal de morte.

## Interações
A proteína BID  pertence à família de proteínas Bcl2 e, por possuir possuir homologia somente na região BH3, é agrupada dentro da chamada subfamília BH3 apenas, possuindo um importante papel na indução da apoptose. Essa molécula funciona como um sensor de estresse celular e de danos, de modo que os estímulos apoptóticos iniciais aumentam sua expressão ou atividade . A BID encontra-se inicialmente em sua forma inativa, BID p22 citosólica e é posteriormente ativada e clivada por uma proteína  do tipo caspase,  principais proteínas da apoptose cuja função é clivar qualquer proteína do citoplasma nas regiões de cisteína-aspartato, a caspase 8.Depois de ativada, BID  se transformará em sua forma truncada, BID p15 ou tBID . A tBID chega até a membrana mitocondrial externa e nela é inserida, onde  irá posteriormente auxiliar a liberação de citocromo c no citosol, processo essencial para a efetivação da apoptose. Evidências mostram que uma das maneiras pela qual ela faz isso é  orientando a translocação e inserção de Bax na membrana mitocondrial externa, onde BID ativará Bax. Bax, ao ser ativada, passará por um processo de oligomerização , e, junto com Bak, formará poros oligoméricos,aumentando a permeabilidade da membrana. Acredita-se também que BID pode atuar como uma molécula efetuadora e não apenas ativadora nesse mecanismo, de forma que ela mesma pode também formar os poros. Esses poros permitem que haja a  liberação de citocromo c, que acarretará na oligomerização de um complexo formado por citocromo c/Apaf-1/caspase 9. Esse complexo ativará a caspase 9 e permite que ela clive as caspase-3 e caspase-7. Essas duas caspases serão responsáveis por consolidar a apoptose, já que irão degradar todo o conteúdo citoplasmático restante e permitirão a destruição do DNA, pois permitirão que haja a liberação da enzima desoxirribonuclease.
As proteínas Bcl-2 anti apoptóticas, incluindo a própria Bcl-2, podem se ligar a BID e inibir sua habilidade de ativar Bax. Como resultado, as proteínas Bcl-2 anti apoptóticas podem inibir apoptose por meio do sequestre de BID, levando a redução da ativação de Bax.
A Proteína p53 tem um importante papel em regular a expressão e ativação da BID, conferindo-lhe sua característica indutora da via apoptótica intrínseca. Dada sua importância, a proteína p53 tem sua expressão estritamente regulada, sendo ativada por erros no ciclo celular, sinais  de estresse celular como parada do ciclo do Ácido Cítrico e acúmulo de proteínas mal dobradas e danos ao material genético (incluindo redução excessiva dos telômeros que indicam limite do número de divisões possíveis de uma célula). 
A proteína p53 ativa uma cascata de reações de clivagem de outras proteínas e consequente ativação de death-receptors que acaba por estimular a expressão de BID, e sua atividade leva a permeabilização da membrana mitocondrial. Além disso, a p53 tem atividade pró-apoptótica inibindo a síntese de BCl2 ( que como já foi explicado impede a liberação das caspases)  através da produção de miR-34a, um micro RNA que bloqueia a transcrição de BCl2.  Além disso, a p53 ativa a Bax e induz sua inserção na membrana mitocondrial. 

A BID interage com:
- ATR/ATRIP,
- BCL2,
- CASP2,
- CASP8,
- MCL1, e
- RPA.

## Clivagem
Ativação de caspase-8 e subsequente clivagem de BID participa na apoptose mediada por citocromo c. A liberação de 1-metil-4-fenil-1,2,3,6-tetrahidropirodina (MPTP) na ativação da caspase-9 mediada por citocromo C resulta na ativação da caspase-8 e clivagem da Bid. A clivagem da Bid possibilita a liberação do citocromo c, pois facilita a saída do citocromo c da mitocôndria para o citosol. Este processo é decorrente da translocação da porção do terminal carboxílico da BID para a mitocôndria, em que haverá a transdução de sinais apoptóticos. Aspirina e Curcumina (diferulolilmetano) também ativam caspase-8 para clivar e translocar Bid, induzindo uma mudança conformacional, translocação da Bax e liberação de citocromo C.